# Катастрофа Boeing 777 у Сан-Франциско
6 липня 2013 року зазнав катастрофи літак, що виконував рейс Інчхон (Республіка Корея) — Сан-Франциско (США), у своєму пункті призначення. Загинуло двоє пасажирів, 182 людини із 307 (291 пасажир і 16 членів екіпажу) поранені. Літак авіакомпанії Asiana Airlines Boeing 777-200ER, що зазнав аварії, став першим літаком моделі Boeing-777, що розбився після початку його виробництва 18 років тому.

## Літак
Літаком, який використовувався під час цього рейсу, був Boeing 777-200ER з реєстраційним номером HL7742, мав двигуни Pratt & Whitney PW4090 і був куплений Asiana Airlines в березні 2006 року. Повітряне судно налітало 36 000 годин.

## Аварія

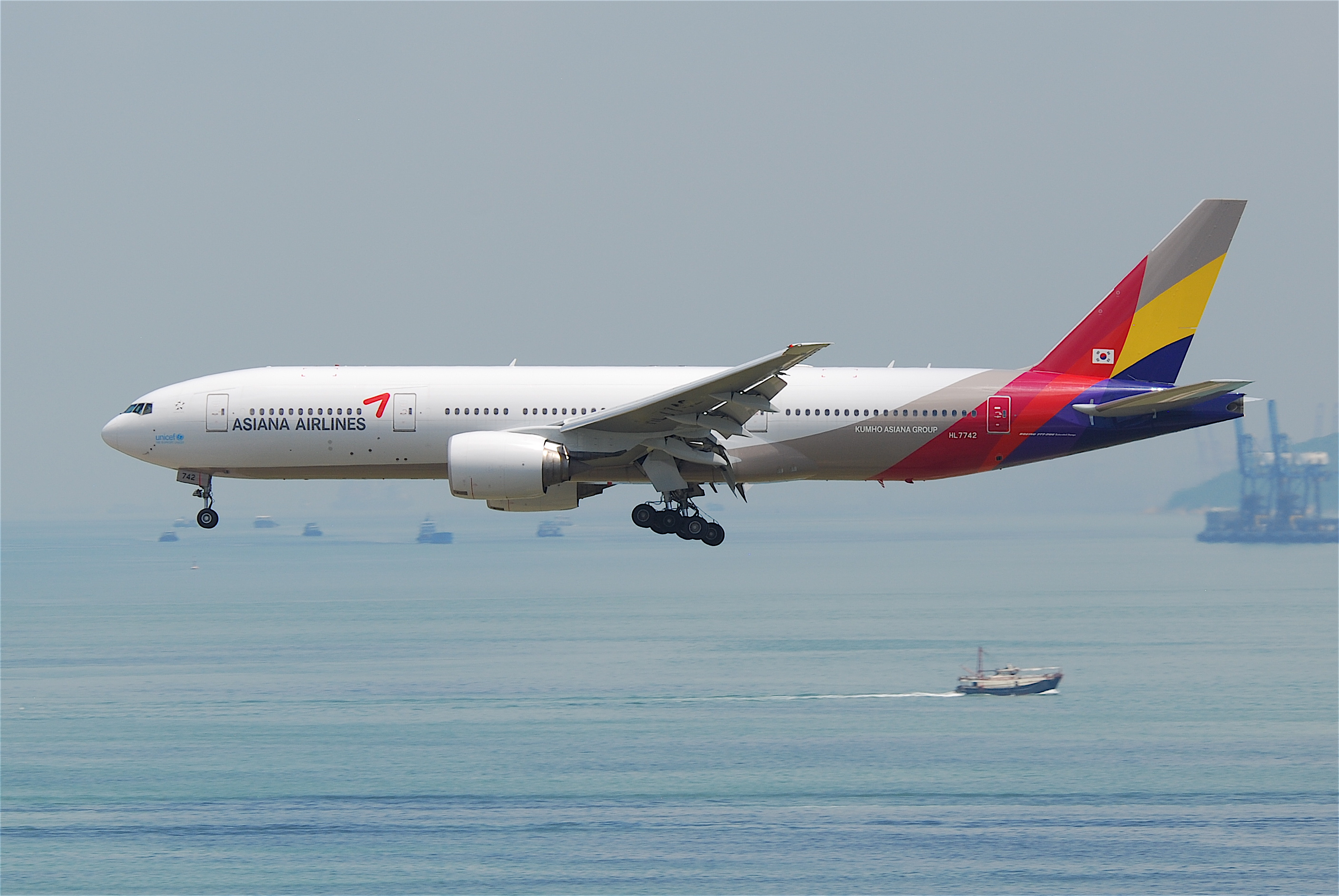
Літак, що постраждав внаслідок аварії, липень 2011

6 липня 2013 року літак рейсу 214 вирушив з Міжнародного аеропорту Інчхон в 17:04 за місцевим часом і мав приземлитися в Міжнародному аеропорту Сан-Франциско о, 11:04 за тихоокеанським часом.
Об 11:26 HL7742 розбився при посадці в аеропорту Сан-Франциско перед злітно-посадковою смугою 28L, вдарившись попередньо об берегову дамбу в затоці Сан-Франциско. Обидва двигуни та хвіст відділились від літака. Горизонтальні й вертикальні стабілізатори впали ще перед ЗПС, а фюзеляж і крила після обертання в повітрі зупинилися зліва від ЗПС за 610 метрів від берегової дамби. Очевидці описували величезну вогняну кулю після посадки літака та вибух, що відбувся через кілька хвилин, після якого з фюзеляжу піднявся густий чорний дим. Аварійні трапи розмістили з однієї сторони літака й використовувались для евакуації, проте, незважаючи на пошкодження літака, «більшість… змогли йти самостійно»
Система посадки за приладами вертикального наведення на ЗПС 28L були виведені з експлуатації після 1 червня. Посадка відбувалася візуально, чому сприяла ясна сонячна погода на момент катастрофи. Оператор з питань авіаційної безпеки Чеслі Салленбергер сказав, що на момент розробки проєкту зі збільшенням безпечної зони на ЗПС пілотам довелося тимчасово покладатися на власний зір замість електроніки. Він повідомив, що слідчі розглянуть питання відсутності електронної системи управління пілотами, що зіграли свою роль в авіакатастрофі.
Це третя аварія зі смертельним фіналом за 25-річну історію Asiana Airlines. Це перша аварія зі смертельним фіналом літака Boeing 777. Це також перша аварія літака на території США після 2009 року та перша аварія широкофюзеляжного літака на території США після 2001 року, що закінчилась трагедією.

## Пасажири та екіпаж
| Національність | Пасажири | Екіпаж | Всього |
| -------------- | -------- | ------ | ------ |
| КНР            | 141      | 0      | 141    |
| Південна Корея | 77       | 14     | 91     |
| США            | 61       | 0      | 61     |
| Індія          | 3        | 0      | 3      |
| Канада         | 3        | 0      | 3      |
| Таїланд        | 0        | 2      | 2      |
| В'єтнам        | 1        | 0      | 1      |
| Франція        | 1        | 0      | 1      |
| Японія         | 1        | 0      | 1      |
| Всього         | 291      | 16     | 307    |

Екіпаж складався з чотирьох пілотів на борту, що чергувались попарно. На момент інциденту літаками керували Лі Чжон-мін, який мав наліт 12 387 годин і 3220 на Boeing 777, та Лі Кан-Кук, який мав наліт 9793 години. Лі Кан-Кук тренувався до польоту на Boeing 777, і це була його перша посадка в Сан-Франциско на цьому типі літака, хоча він був досвідченим пілотом і раніше приземлявся там на інших літаках, зокрема на Boeing 747. У нього було наліт 43 годин на Boeing 777-200.
Голова пожежного департаменту Сан-Франциско Джоан Хаєс-Вайт підтвердила загибель двох осіб; обоє були 16-річними дівчатами з Китаю. Їхні тіла були знайдені поза літаком. П'ять осіб перебували у критичному стані. Дев'ять лікарень регіону прийняли загалом 182 поранених. Хаєс-Вайт на пресконференції повідомила, що всі особи були знайдені після аварії, хоча раніше була інформація про зникнення безвісти 60 осіб.

## Наслідки

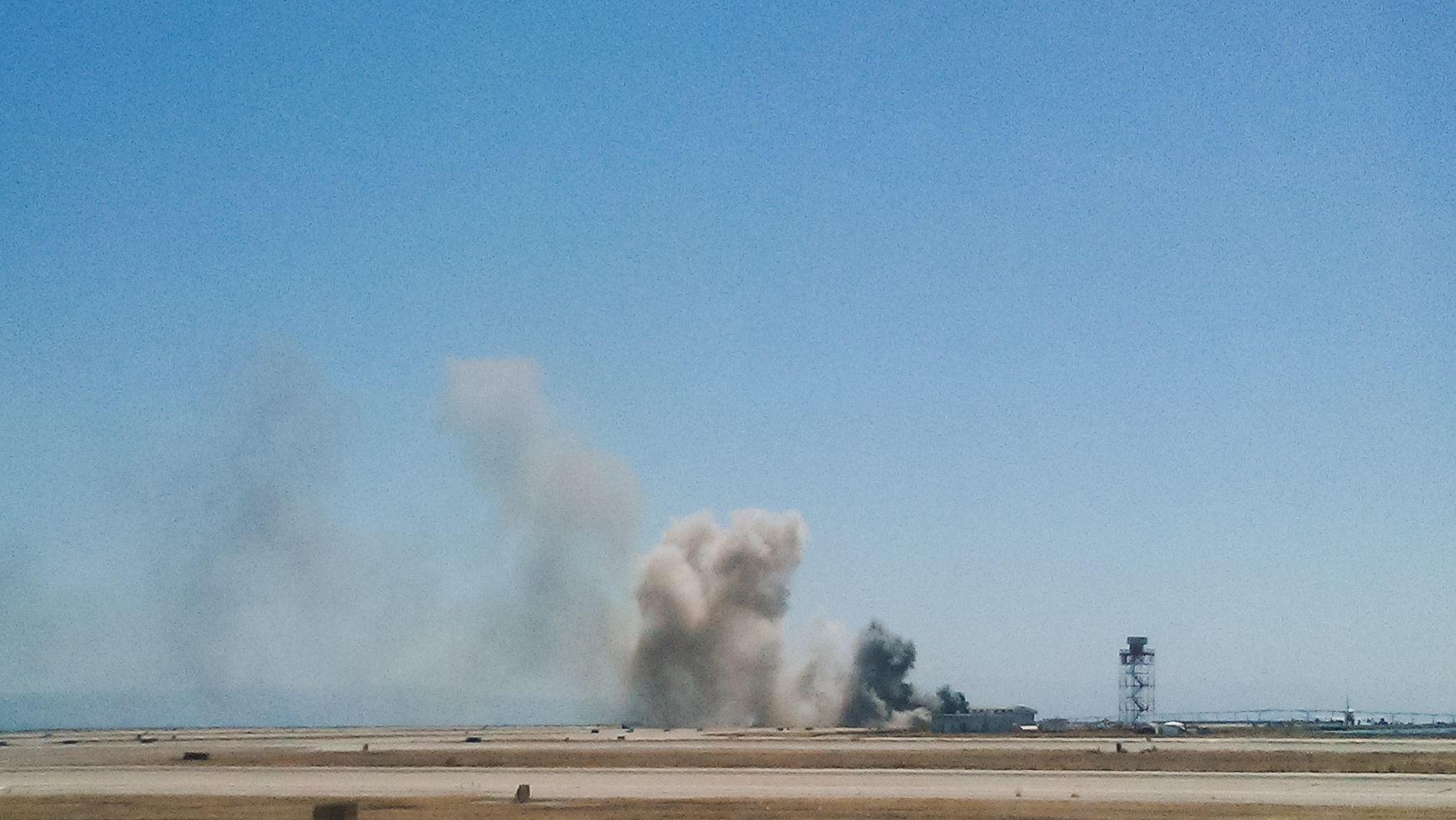
Дим, що піднімається з уламків літака, вид із іншої сторони аеропорту.

Аеропорт був закритий приблизно п'ять годин після аварії. Рейси до Сан-Франциско були спрямовані в інші великі аеропорти в районі затоки Сан-Франциско або в Сакраменто, Лос-Анджелес або Сіетл. До 15:30 вечора злітно-посадкові смуги 01L/19R і 01R/19L були знову відкриті, а злітно-посадкові смуги 10R/28L і паралельна їй 10L/28R залишалися закритими. Через 24 години паралельні злітно-посадкові смуги 10L/28R відкрили.
Asiana Airlines продовжила польоти літаків рейсом Інчхон — Сан-Франциско.

## Свідчення очевидців

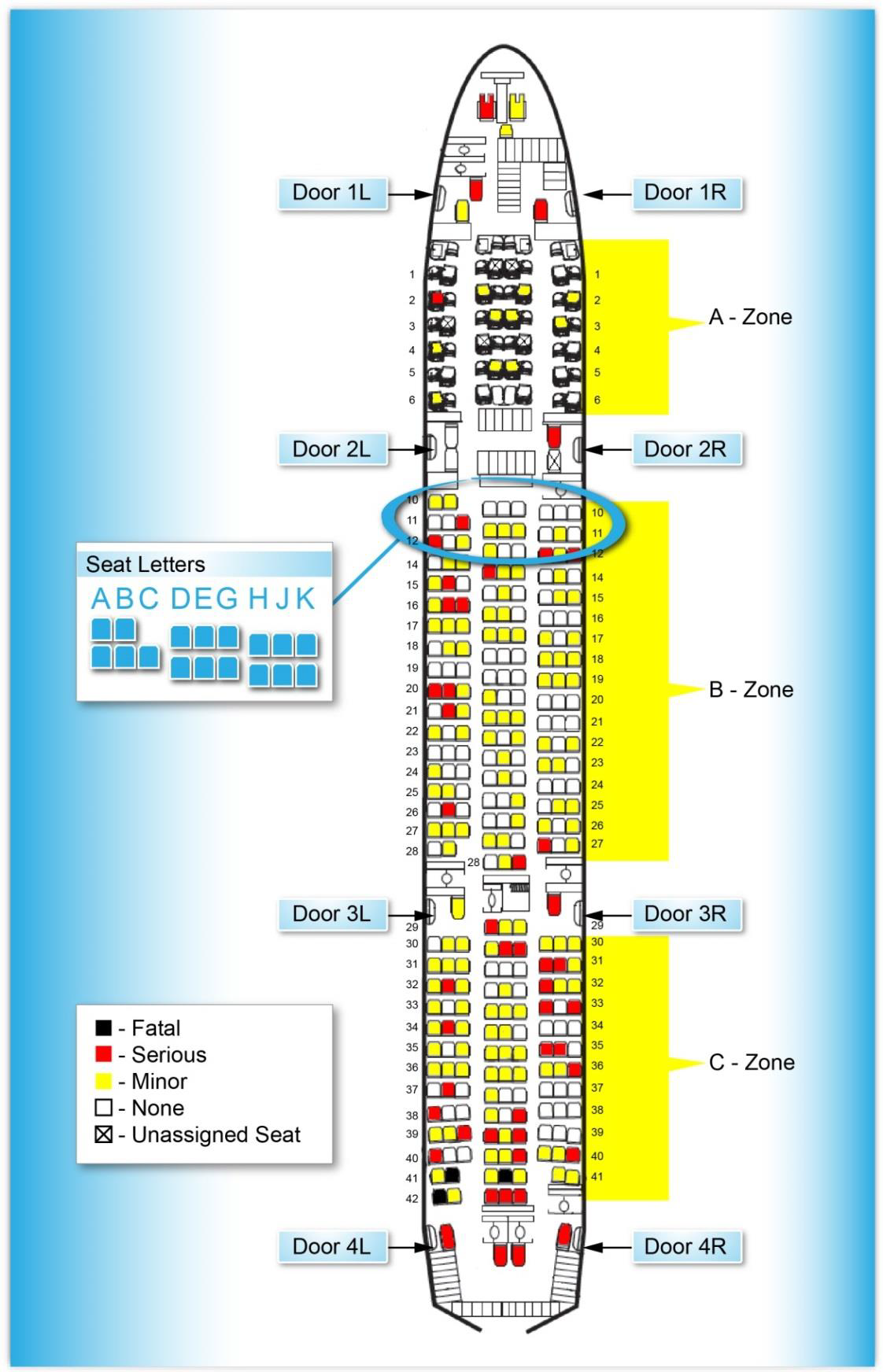
Схема розташування пасажирських місць

Очевидці розповідали, що помітили незвичну близькість літака до води під час посадки та прискорену роботу двигунів в останні хвилини перед ударом.
Після зіткнення одразу випали кисневі маски. Були також повідомлення про електричне іскріння в салоні після зупинки літака. Деякі пасажири, що сиділи в задній частині, виходили через отвір, що утворився після відділення хвоста.

## Розслідування

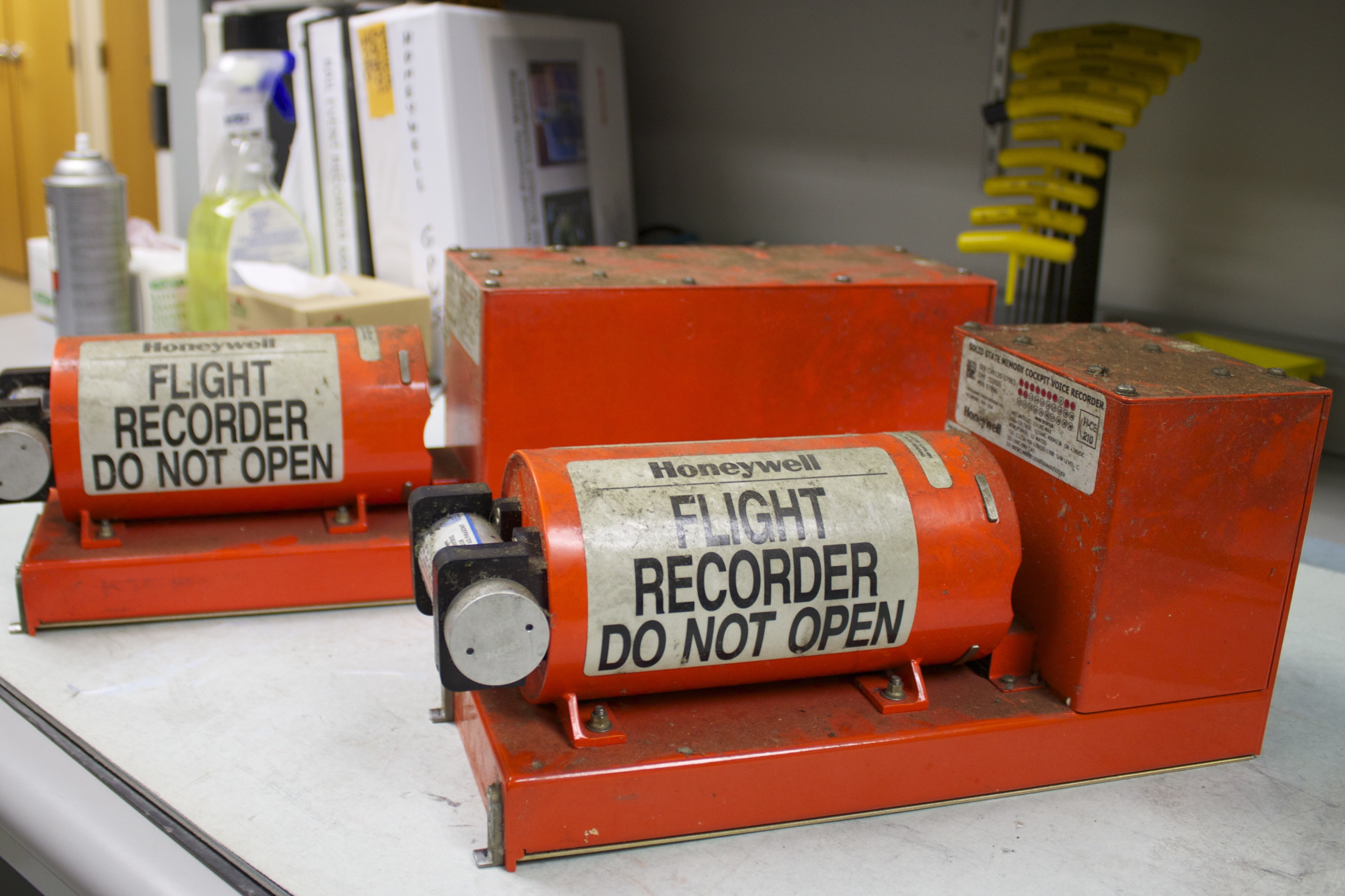
Бортовий (зліва) та голосовий (справа) самописець з літака.

Національна рада з безпеки на транспорті (НРБТ) почала розслідування й відправила екіпаж на допит. 7 липня слідчі НРБТ відновили дані з самописців і відправили їх для аналізу в Вашингтон.
Згідно з даними НРБТ, на момент катастрофи погода була ясною, тому ЗПС була добре видна пілотам. Не було жодної інформації щодо технічних проблем. Дані свідчать, що літак пройшов занадто близько від дамби й врізався в неї під час посадки. НРБТ виявила, що пілоти летіли занадто повільно, на глісаді та дроселі літак йшов на холостому режимі.
Коронер округу Сан-Матео Роберт Фоукрот проводить розтин загиблих і намагається визначити, чи зіграв свою роль в загибелі двох осіб рятувальний автомобіль. Після розслідування загибелі двох дівчат виявилось, що одна з них залишилась живою після аварії, однак її роздавила пожежна машина, що приїхала на місце катастрофи.